# تیگاتوزومب
تیگاتوزومَب (انگلیسی: Tigatuzumab) یک پادتن مونوکلونال است که برای درمان سرطان کاربرد خواهد داشت. تا اکتبر ۲۰۰۹ میلادی، یک کارآزمایی بالینی مجزا برای درمان سرطان لوزالمعده، سرطان روده بزرگ، سرطان ریه از نوعِ سلول کوچک، و سرطان تخمدان انجام و تکمیل شده‌است.
این دارو، گیرنده مرگ ۵ را هدف قرار می‌دهد و در سلول‌های سالم چندان دیده نمی‌شود اما به میزان فراوانی در برخی سلول‌های سرطانی وجود دارد.